# لوتا وندغرين
لوتا وندغرين (بالسويدية: Lotta Lundgren)‏ هي مقدمة تلفزيونية سويدية، ولدت في 26 يناير 1971 في غوتنبرغ في السويد.

## وصلات خارجية
- لوتا وندغرين على موقع IMDb (الإنجليزية)
- لوتا وندغرين على موقع قاعدة بيانات الفيلم (الإنجليزية)